# Rhineimegopis rugicollis
Rhineimegopis rugicollis là một loài bọ cánh cứng trong họ Cerambycidae.